# Thlypopsis superciliaris
A Thlypopsis superciliaris a madarak osztályának verébalakúak (Passeriformes) rendjébe és a tangarafélék (Thraupidae) családjába tartozó faj.

## Rendszerezése
A fajt Frédéric de Lafresnaye francia ornitológus írta le 1840-ben, az Arremon nembe Arremon superciliaris néven. Egyes szervezetek még mindig a Hemispingus nembe sorolják Hemispingus superciliaris néven.

## Alfajai
- Thlypopsis superciliaris chrysophrys (P. L. Sclater & Salvin, 1875)
- Thlypopsis superciliaris insignis Zimmer, 1947
- Thlypopsis superciliaris leucogastrus (Taczanowski, 1874)
- Thlypopsis superciliaris maculifrons Zimmer, 1947
- Thlypopsis superciliaris nigrifrons (Lawrence, 1875)
- Thlypopsis superciliaris superciliaris (Lafresnaye, 1840)
- Thlypopsis superciliaris urubambae Zimmer, 1947

## Előfordulása
Az Andok hegységben Bolívia, Kolumbia, Ecuador, Peru és Venezuela területén honos. Természetes élőhelyei a szubtrópusi és trópusi hegyi esőerdők.

## Megjelenése
Testhossza 14 centiméter, testtömege 11-17 gramm.

## Természetvédelmi helyzete
Az elterjedési területe nagyon nagy, egyedszáma ugyan csökken, de még nem éri el a kritikus szintet. A Természetvédelmi Világszövetség Vörös listáján nem fenyegetett fajként szerepel.